# پال بندیکت
پال بندیکت (انگلیسی: Paul Benedict؛ ۱۷ سپتامبر ۱۹۳۸ – ۱ دسامبر ۲۰۰۸) یک هنرپیشه اهل ایالات متحده آمریکا بود. وی بین سال‌های ۱۹۶۵ تا ۲۰۰۸ میلادی فعالیت می‌کرد.

## بخشی از فیلمشناسی
از فیلم‌ها یا برنامه‌های تلویزیونی که وی در آن نقش داشته‌است می‌توان به آثار زیر اشاره کرد.
- فرار از خانه (فیلم) (۱۹۷۱)
- آنها ممکن است غول باشند (فیلم) (۱۹۷۱)
- جرمایا جانسون (۱۹۷۲)
- بالا سندباکس (۱۹۷۲)
- صفحه اول (فیلم ۱۹۷۴) (۱۹۷۴)
- مندینگو (فیلم) (۱۹۷۵)
- لبخند (فیلم ۱۹۷۵) (۱۹۷۵)
- دختر خداحافظی (۱۹۷۷)
- مردی با دو مغز (۱۹۸۳)
- مرد تنها (فیلم ۱۹۸۴) (۱۹۸۴)
- این اسپینال تپ است (۱۹۸۴)
- کوکتل (فیلم ۱۹۸۸) (۱۹۸۸)
- تازه‌کار (فیلم ۱۹۹۰) (۱۹۹۰)
- رقابت خواهر و برادر (۱۹۹۰)
- خانواده آدامز (فیلم ۱۹۹۱) (۱۹۹۱)
- حمله زن ۵۰ فوتی (فیلم ۱۹۹۳) (۱۹۹۳)
- وکیل‌مدافع شیطان (فیلم ۱۹۹۷) (۱۹۹۷)
- یک ماهی در وان حمام (۱۹۹۹)
- پس از غروب (۲۰۰۴)